# 人生で大事なことは○○から学んだ
『人生で大事なことは○○から学んだ』（じんせいでだいじなことはまるまるからまなんだ）は、朝日放送の制作により、テレビ朝日系列で2017年1月15日から9月10日まで毎週日曜日の19:58 - 20:54（JST）に放送されていた教養トークバラエティ番組。全18回。

## 概要
これまで、朝日放送では、テレビ朝日系列日曜20時台に『大改造!!劇的ビフォーアフター』を2002年4月改編から2016年11月27日まで、中断期間を含めて、足掛けおよそ15年間にわたり放送してきたが、朝日放送側は東日本大震災の震災復興に加え、東京オリンピックによる建築需要増大に伴う工期の遅れなどで、この番組の毎週のレギュラー放送が難しくなったということをレギュラー放送の終了の理由として説明したうえで、再び不定期放送のスペシャル版に移行するため、新しく2016年11月8日（火曜日）20:00 - 21:48に特番として放送したトークバラエティ番組をレギュラー番組として編成したもの。
この番組は、さまざまな分野の人たちが、「人生訓や人生哲学」を話すトークバラエティー番組で、前番組の『大改造!!劇的ビフォーアフター SEASONII』に続いて、所ジョージがMCを務め、新たに林修をレギュラーパネリストに起用する。
2017年9月10日をもって当番組は終了となり、同年11月12日から同時間帯で『ビートたけしのスポーツ大将』（テレビ朝日制作）が復活することが決定した。これにより、2001年10月の『弾丸!ヒーローズ』以来16年間続いた朝日放送制作の日曜20時台のバラエティ枠が一旦終了し、ゴールデンタイムでの朝日放送制作は火曜のみとなり、20時台の『名医とつながる!たけしの家庭の医学』と21時台の『世界の村で発見!こんなところに日本人』の2枠に減枠する。
レギュラー放送終了後、朝日放送テレビの制作により、テレビ朝日系列にて当番組の一企画扱いであった『所&林修のポツンと一軒家』が不定期特番として2017年10月22日から2018年8月19日まで放送され、2018年10月7日から『ポツンと一軒家』が当番組と同じ日曜19時58分 - 20時54分にレギュラー番組として放送（初回は18時30分からの2時間半SP）。これにより朝日放送テレビ制作の日曜20時台のバラエティ枠が1年ぶりに復活することになった。

## 放送時間
- 毎週日曜日 19:58 - 20:54[注 2]
  - 2016年11月8日（火曜日）20:00 - 21:48にパイロット版が放送された。

## 出演者
MC
- 所ジョージ(大改造!!劇的ビフォーアフターから続役)

声は黄色。
レギュラーパネリスト
- 林修

声は水色。

## 放送リスト

### パイロット版
| 放送日              | MC         | 出演者                                            | ゲスト                                      | 備考                  |
| ------------------- | ---------- | ------------------------------------------------- | ------------------------------------------- | --------------------- |
| 2016年11月8日（火） | 所ジョージ | さだまさし、髙田明、 林修、 森田正光、 右近由美子 | 米倉涼子、 小峠英二（バイきんぐ）、岡田結実 | 20:00 - 21:48に放送。 |

### レギュラー版
| 回 | 放送日           | ゲスト                                                     | ゲストパネラー                                                       | 備考                          |
| -- | ---------------- | ---------------------------------------------------------- | -------------------------------------------------------------------- | ----------------------------- |
| 01 | 02017年 01月15日 | 森山良子、コロッケ、風間トオル                             | 南沢奈央、岡副麻希、田中卓志（アンガールズ）                         | 初回2時間SP （18:57 - 20:54） |
| 02 | 01月22日         | ピーター、八木功                                           | 岡副麻希、田中卓志（アンガールズ）                                   |                               |
| 03 | 01月29日         | 武井壮                                                     | 小峠英二（バイきんぐ）、藤田ニコル                                   |                               |
| 04 | 02月05日         | 篠原信一、平田巳登志                                       | 小峠英二（バイきんぐ）、藤田ニコル                                   |                               |
| 05 | 02月12日         | 草野仁、藤原隆子                                           | りゅうちぇる、生駒里奈（当時乃木坂46）                               |                               |
| 06 | 02月19日         | 高橋尚子                                                   | 足立梨花、りゅうちぇる                                               |                               |
| 07 | 04月16日         | GACKT、厚切りジェイソン                                    | 高橋真麻、上地雄輔                                                   |                               |
| 08 | 04月30日         | 矢野博丈（ダイソー社長）、平野ノラ                         | 榊原郁恵、紅蘭                                                       |                               |
| 09 | 05月14日         | 梅沢富美男、千原ジュニア（千原兄弟）                       | 上地雄輔、高橋真麻、木下優樹菜、小峠英二（バイきんぐ）               |                               |
| 10 | 05月28日         | りゅうちぇる、田中邦彦（くらコーポレーション社長）         | 木下優樹菜、小峠英二（バイきんぐ）                                   |                               |
| 11 | 06月11日         | 中川礼二（中川家）、似鳥昭雄（ニトリホールディングス会長） | 瀬戸朝香、岡田圭右（ますだおかだ）、北乃きい、小峠英二（バイきんぐ） |                               |
| 12 | 06月25日         | 石原良純、市毛良枝                                         | 広瀬アリス、藤本敏史（FUJIWARA）、塚田僚一（A.B.C-Z）                |                               |
| 13 | 07月16日         | 田中美佐子、勝俣州和                                       | 柴田理恵、古坂大魔王                                                 |                               |
| 14 | 07月30日         | 中山克己、村松信子                                         | 榊原郁恵、鈴木浩介                                                   |                               |
| 15 | 08月13日         | 斎藤司（トレンディエンジェル）                             | 榊原郁恵、鈴木浩介、小峠英二（バイきんぐ）、遼河はるひ               |                               |
| 16 | 08月20日         | 高橋英樹                                                   | 小峠英二（バイきんぐ）、相楽樹                                       |                               |
| 17 | 09月03日         | （なし）                                                   | 山瀬まみ、モーリー・ロバートソン                                     |                               |
| 18 | 09月10日         | （なし）                                                   | 宮崎美子、山西惇                                                     | 最終回                        |

- 『ビフォーアフター』が日曜19時台番組との交互特番が多かったのに比べ、当番組の2時間SPはレギュラー初回だけで、後は全て19時台番組『日曜もアメトーーク!』との1時間・2体制となっていた。
- なお、直後番組が『日曜エンターテインメント』時代のクロスプログラムは、所と林が「『人生○○』の後は」と言ってから告知する形式（計15秒）だったが、2017年4月16日より直後番組が報道番組『サンデーステーション』[注 3]になってからは、所と林による前振りを止め、告知時間も5秒に縮小された[注 4]。

## 番組後のクロスプログラム

### 21・22時台→21時台の番組とのクロスプログラム
その後は、所ジョージと林修が「人生で大事なことは○○から学んだのあとはこの番組です!」とは紹介せず、『日曜洋画劇場』・『日曜エンターテインメント』→『サンデーステーション』の生クロスプログラムを流すようになった。

## スタッフ

### レギュラー版
- ナレーション：キートン山田、小山茉美
- 声の出演：青二プロダクション
- 構成：伊藤正宏、中野俊成、むらこし豪昭、木村仁、川野将一
- ブレーン：谷口秀一（INGALS）

〈技術〉
- TP：別府忠久
- TD：山田洋和
- CAM：杉山紀行、桧山忠、中村純
- VE：楠部達也
- VTR：中村寿昌、徳永一馬
- MIX：斎藤宏司、羽山稔
- LD：稗田晋一

〈ロケ技術〉
- CAM：岡田栄、高野清隆、橋本俊令、安達良、吉田剛、菅良太、市川眞法
- VE：斎(斉)藤弘一、大貫晶、小倉正己、軒名秀明、東岡允、鈴木美奈、高木英慈
- 編集：安川修平、伊藤和幸、鈴木大知
- MA：伊藤慎吾
- 音効：篠原光、藤原大介、東由美
- TK：伊藤梓見
- 技術協力：池田屋、写楽(shaluck!)、佳夢音、DOME、TAMCO、ザ・チューブ、砧スタジオ（毎週）、ヒートワン、だだだ、テーク・ワン、イマージュ（週替わり）

〈美術〉
- プロデューサー：木村文洋
- デザイン：別所晃吉
- 美術進行：小山千香子
- 大道具製作：卜部徹夫
- 特殊装置：大坪信昭
- アクリル装飾：松浦由佳、松本健
- マルチ：伊藤拓也
- 装置：藤生由紀
- 電飾：熊田裕衣子
- ヘアメイク：武部千里
- フードコーディネーター：山本成美、松枝あき子、角丸なつみ
- タイトル：北岡誠、三原由貴
- CG：木村ケイサク
- イラスト：国沢一誠、森本レオリオ、安居院一展
- 美術協力：フジアール、東宝舞台、ヤマモリ、テルミック、マルチバックス、テレサイト（毎週）アートフォー、amacoven（週替わり）
- 編成：石橋義史（朝日放送）
- 営業：伊地智厚太・多喜澪（朝日放送）
- 番組宣伝：多田加奈子・田中彰（朝日放送）
- 番組デスク：松原幹（朝日放送）
- リサーチ：石井千鶴、池谷諒
- キャスティング：田村力
- 制作進行：古坂和也、笠万太次郎
- 制作デスク：沢口恵美（JUMP）
- 制作補：磯田今日子、鈴木彩香（毎週）桜田江利子、阿部重利（週替わり）
- 演出補：福田ダイヤモンド(大也)、三澤光輝、葛城春花、宮本武蔵、福浦(原)日登美、千葉竜也、山崎宏之、臼杵優士、岡昭彦、西田直功、市川頌子
- FD：小川剛
- ディレクター：田村容子（JUMP）、黒河内隼仁、宮田耕介（ローリング）、熊田明弘（JUMP）、小原斎（JUMP）、山田佳南子（JUMP）、小玉悟（ローリング）、猪狩信人、羽田野一也、酒井謙之、岩波純、木幡直樹、加納高志（JUMP）、白形隆幸（free lnc.）
- 演出：古賀謙一、古原幸一、小野努、新井友和、松野雄(勇)二（ローリング）、牛込剛（ロール・ワン）、武田幹治、安元秀幸
- 総合演出：髙橋章良
- プロデューサー：植田貴之・田村雄一（朝日放送）、一丸拓之・磯貝美佐子（JUMP）、鈴木康正（フラッガーデン）、髙田功一（日経映像）、林田竜一・西口晃彦（ロール・ワン）
- チーフプロデューサー：井口毅（朝日放送）
- 制作協力：TV CLUB、CHAPTER、日経映像、ローリング、フラッガーデン、ロール・ワン
- 制作：朝日放送、ジャンプコーポレーション

#### 過去のスタッフ
- 編成：佐々木真司（朝日放送）
- FD：坂井直之（JUMP）、兼松豪、平岡綾恵

### 2016年11月8日放送分
- ナレーション：大沢悠里、小山茉美
- 声の出演：青二プロダクション
- 総合構成：伊藤正宏、中野俊成
- 構成：むらこし豪昭、木村仁、川野将一
- ブレーン：谷口秀一

〈技術〉
- TP：別府忠久
- TD：山田洋和
- CAM：中村純
- MIX：斎籐宏司
- VE：楠部達也
- LD：稗田晋一

〈ロケ技術〉
- CAM：西村章時、杉山紀行、那波雄大、高原光太朗、山田啓史、岡田栄
- VE：高橋裕也、吉岡辰沖、田辺寛明、大貫晶、福重信隆
- LD：日下圓、石川芳雄

〈再現VTR技術〉
- CAM：唐沢悟、斑目重友
- VE：中村寿昌、横田満洋
- LD：高橋昌之、足立洋幸
- 編集：伊藤和幸、安川修平、鈴木大知
- MA：伊藤慎吾
- 音効：磯川浩己
- TK：伊藤梓見
- 技術協力：池田屋、MABU、SOW、夢幻、DOME、TAMCO、THE TUBE、砧スタジオ、Ytv Nextry、写楽

〈美術〉
- プロデューサー：木村文洋
- デザイン：別所晃吉
- 美術進行：小山千香子
- 大道具製作：卜部徹夫
- 大道具操作：大坪信昭
- 装飾：藤生由紀
- アクリル装飾：松本健、松浦由佳
- マルチ：伊藤拓也
- 電飾：福田隆正、熊田裕衣子
- ヘアメイク：武部千里
- フードコーディネーター：山本成美
- タイトル：北岡誠、三原由貴
- CG：ティップス、ぴーたん
- イラスト：いもん 国沢一誠
- 美術協力：フジアール、ヤマモリ、東宝舞台、テルミック、マルチバックス、テレサイト
- リサーチ：岩間丈倫、中原太一、ワイズプロジェクト
- 編成：佐々木真司（朝日放送）
- 営業：北中彰、多喜澪（2人共→朝日放送）
- 番組宣伝：田中彰、阪本美鈴（2人共→朝日放送）
- 番組デスク：松原幹（朝日放送）
- 制作デスク：水島ひろみ、沢口恵美（JUMP）
- 制作プロデューサー：岩井隆昌
- 制作補：鈴木彩香
- 演出補：福田大地、三澤光輝、櫻井将平、松原諒、須ノ内友恵、那須光輝
- FD：小原斎、田村容子（JUMP）、山内学
- ディレクター：藤極忠晴、大矢啓太、黒河内隼仁、田中十萌、鈴木彦太郎、根本太郎（JUMP）
- 演出：古原幸一（JUMP）、古賀謙一、カサイシゲタカ、管沼誠
- 総合演出：高橋章良（CHAPTER）
- プロデューサー：植田貴之、田村雄一（2人共→朝日放送）、一丸拓之、古殿香織（2人共→JUMP）、内山大輔（Gothic）
- チーフプロデューサー：井口毅（朝日放送）
- 制作協力：TV CLUB、CHAPTER、Gothic、ワタナベエンターテインメント
- 制作：朝日放送、ジャンプコーポレーション

## ネット局と放送時間
| 放送対象地域   | 放送局                       | 系列           | 放送日時           | 遅れ       |
| -------------- | ---------------------------- | -------------- | ------------------ | ---------- |
| 近畿広域圏     | 朝日放送（ABC）              | テレビ朝日系列 | 日曜 19:58 - 20:54 | 制作局     |
| 北海道         | 北海道テレビ（HTB）          | テレビ朝日系列 | 日曜 19:58 - 20:54 | 同時ネット |
| 青森県         | 青森朝日放送（ABA）          | テレビ朝日系列 | 日曜 19:58 - 20:54 | 同時ネット |
| 岩手県         | 岩手朝日テレビ（IAT）        | テレビ朝日系列 | 日曜 19:58 - 20:54 | 同時ネット |
| 宮城県         | 東日本放送（KHB）            | テレビ朝日系列 | 日曜 19:58 - 20:54 | 同時ネット |
| 秋田県         | 秋田朝日放送（AAB）          | テレビ朝日系列 | 日曜 19:58 - 20:54 | 同時ネット |
| 山形県         | 山形テレビ（YTS）            | テレビ朝日系列 | 日曜 19:58 - 20:54 | 同時ネット |
| 福島県         | 福島放送（KFB）              | テレビ朝日系列 | 日曜 19:58 - 20:54 | 同時ネット |
| 関東広域圏     | テレビ朝日（EX）             | テレビ朝日系列 | 日曜 19:58 - 20:54 | 同時ネット |
| 長野県         | 長野朝日放送（abn）          | テレビ朝日系列 | 日曜 19:58 - 20:54 | 同時ネット |
| 新潟県         | 新潟テレビ21（UX）           | テレビ朝日系列 | 日曜 19:58 - 20:54 | 同時ネット |
| 静岡県         | 静岡朝日テレビ（SATV）       | テレビ朝日系列 | 日曜 19:58 - 20:54 | 同時ネット |
| 石川県         | 北陸朝日放送（HAB）          | テレビ朝日系列 | 日曜 19:58 - 20:54 | 同時ネット |
| 中京広域圏     | 名古屋テレビ（メ～テレ/NBN） | テレビ朝日系列 | 日曜 19:58 - 20:54 | 同時ネット |
| 広島県         | 広島ホームテレビ（HOME）     | テレビ朝日系列 | 日曜 19:58 - 20:54 | 同時ネット |
| 山口県         | 山口朝日放送（yab）          | テレビ朝日系列 | 日曜 19:58 - 20:54 | 同時ネット |
| 香川県・岡山県 | 瀬戸内海放送（KSB）          | テレビ朝日系列 | 日曜 19:58 - 20:54 | 同時ネット |
| 愛媛県         | 愛媛朝日テレビ（eat）        | テレビ朝日系列 | 日曜 19:58 - 20:54 | 同時ネット |
| 福岡県         | 九州朝日放送（KBC）          | テレビ朝日系列 | 日曜 19:58 - 20:54 | 同時ネット |
| 長崎県         | 長崎文化放送（ncc）          | テレビ朝日系列 | 日曜 19:58 - 20:54 | 同時ネット |
| 熊本県         | 熊本朝日放送（KAB）          | テレビ朝日系列 | 日曜 19:58 - 20:54 | 同時ネット |
| 大分県         | 大分朝日放送（OAB）          | テレビ朝日系列 | 日曜 19:58 - 20:54 | 同時ネット |
| 鹿児島県       | 鹿児島放送（KKB）            | テレビ朝日系列 | 日曜 19:58 - 20:54 | 同時ネット |
| 沖縄県         | 琉球朝日放送（QAB）          | テレビ朝日系列 | 日曜 19:58 - 20:54 | 同時ネット |